# Giulia Gabba
Giulia Gabba (* 20. Februar 1987 in Casale Monferrato) ist eine ehemalige italienische Tennisspielerin.

## Karriere
Gabba begann mit fünf Jahren das Tennisspielen und bevorzugte Hartplätze. Sie spielte hauptsächlich auf der ITF Women’s World Tennis Tour, wo sie acht Doppeltitel gewann.

## Turniersiege

### Doppel
| Nr. | Datum              | Turnier   | Belag       | Kategorie       | Partnerin         | Finalgegnerinnen                  | Ergebnis         |
| --- | ------------------ | --------- | ----------- | --------------- | ----------------- | --------------------------------- | ---------------- |
| 1.  | 2. Oktober 2004    | Benevento | ITF $10.000 | Hartplatz       | Karin Knapp       | Martina Babáková Sandra Záhlavová | 6:2, 0:1 Aufgabe |
| 2.  | 20. August 2005    | Jesi      | ITF $10.000 | Hartplatz       | Silvia Disderi    | Leanne Baker Francesca Lubiani    | 6:2, 2:6, 6:4    |
| 3.  | 27. Januar 2007    | Capriolo  | ITF $25.000 | Teppich (Halle) | Sara Errani       | Marija Korytzewa Darja Kustawa    | 6:4, 7:5         |
| 4.  | 31. März 2007      | Latina    | ITF $50.000 | Sand            | Sara Errani       | Stéphanie Cohen-Aloro Selima Sfar | 6:3, 1:6, 7:62   |
| 5.  | 26. Mai 2007       | Gorizia   | ITF $25.000 | Sand            | Stefania Chieppa  | Denise Mascherini Anja Prislan    | 6:3, 6:0         |
| 6.  | 11. September 2010 | Casale    | ITF $10.000 | Sand            | Federica Di Sarra | Federica Grazioso Vivienne Vierin | 6:2, 6:2         |
| 7.  | 10. September 2011 | Casale    | ITF $10.000 | Sand            | Irina Smirnova    | Morgane Pons Alice Tisset         | 6:1, 6:3         |
| 8.  | 15. Oktober 2011   | Cagliari  | ITF $10.000 | Sand            | Alice Savoretti   | Valeria Podda Jade Schoelink      | 6:4, 6:4         |